# Colossus (EP)
Pour les articles homonymes, voir Colossus (homonymie).
 (novembre 2019).
Albums
Moments from Ephemeral City
(2011) The Tide, the Thief & River's End
(2011)
Colossus est le premier EP du groupe de rock progressif australien Caligula's Horse. Il est sorti de manière indépendante en septembre 2011 pour présenter les 3 nouveaux membres recrutés après la réception positive en ligne du premier album Moments from Ephemeral City, qui devait à l'origine être un projet unique entre le chanteur Jim Gray et le guitariste Sam Vallen.

## Liste des titres
Paroles et musique par Sam Vallen et Jim Gray. 
| 1.    | Colossus                                  | 5:41 |
| 2.    | Vanishing Rites (Tread Softly Little One) | 5:13 |
| 10:54 |                                           |      |

## Personnel
Caligula's Horse
- Jim Gray - voix
- Sam Vallen - guitare
- Zac Greensill - guitare
- Dave Couper - basse
- Geoff Irish - batterie

Production
- Sam Vallen - producteur, mixage, mastering, ingénierie